# Dorfkirche Dobiesław
Die Dorfkirche Dobiesław (deutsche Ortsbezeichnung: Abtshagen, Kreis Schlawe/Pommern) ist ein mächtiges Bauwerk aus Back- und Feldsteinen und stammt aus dem 14. Jahrhundert.

## Geographische Lage
Die Dorf- und Pfarrkirche in Dobiesław steht am südlichen Ende, dem sogenannten „Kirchende“, des langgestreckten Straßendorfes. Man erreicht den Ort über den Abzweig Pękanino (Panknin) an der Landesstraße Nr. 6 (= Europastraße Nr. 28) zwischen Koszalin (Köslin) und Sławno (Schlawe) in nördlicher Richtung in sieben Kilometern. Bahnstation ist Wiekowo (Alt Wieck) an der Bahnstrecke Stargard Szczeciński–Gdańsk.
Dobiesław gehörte als Abtshagen vor 1945 zum Amt Eventin (Iwięcino) im Landkreis Schlawe i. Pom. im Regierungsbezirk Köslin. Heute ist Dobiesław Teil der Gmina Darłowo (Rügenwalde) im Powiat Sławieński der Woiwodschaft Westpommern (bis 1998 Woiwodschaft Köslin).

## Kirchengebäude

### Patrozinium
Wenn man den alten Eintragungen des Ortes mit der Flurbezeichnung „St. Annenland“ glauben darf, dann ist die Abtshagener Kirche ursprünglich der Hl. Anna, der Großmutter Jesu mütterlicherseits, geweiht gewesen. Die Namenserinnerung jedoch findet heute keine Bestätigung.
Vielmehr trägt die Kirche seit 1946 wieder einen offiziellen Namen: Kirche der Gottesmutter von Tschenstochau.

### Bauwerk
Die Kirche, die heute als in der Gegend sehenswertes Gotteshaus gilt, beeindruckt durch die Mächtigkeit des Gebäudes. Auffallend ist der starke Westturm, ebenso fallen die Anbauten an der Nord- und Südseite des Langhauses ins Auge. In das Ziegelmauerwerk sind bis in große Höhe Feldsteine eingefügt. Die Stilelemente deuten auf eine Entstehung der Kirche in der späten Gotik hin, wobei der Turm der älteste Teil des Gebäudes sein dürfte.
An der Westseite des Turms befindet sich über einer Rundbogenblende des Portals ein Terrakotta-Menschenkopf, und darüber sind eine hockende Gestalt und ein Gesicht im Mauerwerk zu erkennen. Man vermutet dabei die Darstellung sogenannter Bauopfer, die die alten heidnischen Gottheiten mitsamt dem Teufel abwehren sollten.

### Innenausstattung
Der Innenraum der Abtshagener Dorf- und Pfarrkirche ist schlicht gehalten. Eine flache, hölzerne Tonnendecke überzieht ihn. Der 1645 hergestellte und 1853 renovierte Altar mit einer Darstellung des Abendmahls und einem Kruzifix ist nicht mehr vorhanden. Das Predigergestühl ist eine Renaissancearbeit aus der Zeit um 1650. 
Anlässlich einer Kirchenvisitation wurde 1656 ein Chorfenster gestiftet, in dem 15 Glasgemälde mit Wappen und figürlichen Darstellungen enthalten waren. Sie dokumentieren die in jenem Jahr für die kirchlichen Belange zuständigen Personen, jeweils einer biblischen Figur zugeordnet.
Nach einer Inschrift von 1784 ist die Empore von Johann Conradt Schlicht gebaut worden.
Als besonderes Kunstwerk galt eine 2,80 Meter hohe Gestühlwange, aus Eichenholz geschnitzt. Im oberen Teil ist ein Drache dargestellt, der einen Schild mit dem pommerschen Greiff hielt. Im unteren Bereich war eine große Gestalt des Hl. Georg zu erkennen, zusammen mit einer kleineren, gekrönten und betenden Frauengestalt. Diese Arbeit galt als Werk aus dem 15. Jahrhundert.
In der Kirche ist noch ein einfaches Epitaph zu sehen, das ein Bildnis des Pfarrers Martin Pantenius (1687 bis 1719 in Abtshagen) zeigt. Ein Lutherbild hatte die Aufschrift Joachim Brockwedel und erinnerte an einen anderen Abtshagener Geistlichen, der von 1642 bis 1662 in Abtshagen amtierte.

## Kirchhof
Der alte Kirchhof umgab das Gotteshaus und ist heute noch als Grünanlage erhalten. Das Weihwasserbecken aus Granit, das ehemals am Eingang stand, wird heute wieder in der Kirche benutzt.
Der neue Friedhof am östlichen Ende des Dorfes wird auch heute noch als Begräbnisplatz genutzt.

## Kirchengemeinde

### Kirchspiel Abtshagen
Die Abtshagener Kirche war bis 1945 nicht nur Dorfkirche, sondern zugleich Pfarrkirche für das Kirchspiel Abtshagen, in dem die Bevölkerung nahezu ausnahmslos evangelisch war. So war sie nicht nur Gotteshaus für die Einwohner von Abtshagen, sondern auch für die Gemeindeglieder der Dörfer Alt Wieck (heute polnisch: Wiekowo) und (Neu-) Wieck (Wiekowice), die in das Kirchspiel eingepfarrt waren.
Bis 1580 besuchten auch die Kirchenglieder von Pirbstow (Przystawy) die Abtshagener Kirche, bevor sie nach See Buckow (Bukowo Morskie) umgepfarrt wurden und zweihundert Jahre später sogar ein eigenes Gotteshaus errichteten. Stattdessen kamen 1580 die Gemeindeglieder von Karnkewitz (Karnieszewice) mit Seehof (Plonka) in das Kirchspiel, erhielten dann später auch eine eigene Kirche und damit den Status einer selbständigen Filialgemeinde.
Das Kirchspiel Abtshagen gehörte bis 1945 zum Kirchenkreis Rügenwalde (Darłowo) der Kirchenprovinz Pommern in der Kirche der Altpreußischen Union. Es zählte 1939 insgesamt 1800 Gemeindeglieder.
Mit Laurentius Lemcke, dem ersten Geistlichen nach der Reformation in Pommern 1535, der wahrscheinlich ein ehemaliger Mönch des Zisterzienserklosters Buckow war, wurde die Kirche ein lutherisches Gotteshaus und blieb es, bis es nach 1945 an die Römisch-katholische Kirche in Polen übereignet wurde. Die evangelischen Kirchenglieder werden heute vom zuständigen Pfarramt in Koszalin (Köslin) in der Diözese Pommern-Großpolen der Evangelisch-Augsburgischen Kirche in Polen betreut.
Die Abtshagener Kirchenregister begannen bereits 1565 und waren – dank guter Führung – eine wertvolle Ortschronik. Noch vorhandene Kirchenbücher mit Taufen, Trauungen und Begräbnissen aus den Jahren 1858 bis 1874 werden heute beim Standesamt in Koszalin (Köslin) aufbewahrt.
Außerdem gab es im Abtshagener Pfarrarchiv die Lebensbeschreibung des Adam Ewald Brates, der von 1762 bis 1786 Pfarrer in Abtshagen war und eine kunsthistorische Fundgrube erstellte. Wo diese heute ist, ist nicht bekannt.
Auch heute ist die Kirche von Dobiesław wieder eine Pfarrkirche. Am 1. September 1946 wurde sie als Kirche der Gottesmutter von Tschenstochau geweiht. Zum nunmehr römisch-katholischen Kirchspiel gehört auch die Filialkirche in Iwięcino (Eventin), außerdem die Orte Bielkowo (Beelkow), Rzepkowo (Repkow), Wiekowo (Alt Wieck), Wiekowice ((Neu-) Wieck) und Wierciszewo (Wandhagen). Derzeitiger Geistlicher ist – seit 2002 – Tadeusz Gorla.

### Pfarrer der Kirche 1535–1945
1. Laurentius Lemcke, vor 1565
2. Michael Runge, nach 1565–1602
3. Heinrich Böckenhusen, 1604–1637
4. David Hoffmann, 1637–1641
5. Joachim Brockwedel, 1642–1662
6. Bogislaw Ernst Sporges, 1663–1686
7. Martin Pantenius, 1687–1719
8. Friedrich Ephraim Behmer, 1719–1744
9. Daniel Kniephoff, 1745–1756
10. Gottfried Tietz, 1756–1761
11. Adam Ewald Brates, 1762–1786
12. Joachim Gottfried Backe, 1787–1833
13. Adolph Leonhard Friedrich Jobst Siedler, 1835–1837
14. Ernst Heinrich Haese, 1837–1870
15. Ludwig Alexander Weise, 1870–1888
16. Johann Karl Hermann Theodor Laasch, 1890–1911
17. Emil Reetz, 1911–1930
18. Friedrich Jahn, 1930–1945